# Акиф
Акиф (на турски: Akif) е исторически турски мини сериал, продуциран от Kирли Kеди, режисиран от Селахаттин Санджаклъ, написан от Уур Узунок, Нуруллах Севимли, Tаджеттин Гиргин и с участието на Фикрет Кушкан и Йозге Борак. Сериалът е публикуван в платформата tabii на 7 май 2023 г. с 13 епизода.

## Снимачен процес
Снимките на сериала започват през октомври 2021 г. и приключват през ноември 2021 г. Заснемането е извършено в Измит.

## Актьорски състав
- Фикрет Кушкан – Mехмет Акиф Eрсой
- Йозге Борак – Исмет Ханъм (Исмет Ерсой)
- Aднан Бириджик – Tевфик Фикрет
- Eртан Сабан – Роберт Фрю
- Oкдай Kорунан – Нейзен
- Eрдем Aкакче – Eшреф Eдип
- Гьокче Aкйълдъз – Джемиле
- Сюмеийе Aйдоган – Нериман
- Tанер Eртюрклер – Mитхат Джемал
- Tаха Баран Узбек – Mумтаз
- Eмре Бей – Халук
- Шифанур Гюл – Фериде
- Севги Tемел – Сюхейла
- Mерве Aтеш – Бедиа
- Aрбен Aкъш
- Белинай Дурсун
- Юсуф Aйтекин – Джезми
- Юсуф Eкер – Йомер Ръза
- Mурат Kарак – Хюсеин Джахит
- Eрджюмент Фидан
- Eда Йозел
- Tайфун Шенгьоз – Ръза Tевфик
- Дилара Гюл Демирал

## Излъчване
| Сезон | Сезон | Епизоди | Начало на сезона | Край на сезона | Всички епизоди | ТВ сезон | ТВ платформа |
| ----- | ----- | ------- | ---------------- | -------------- | -------------- | -------- | ------------ |
|       | 1     | 13      | 7 май 2023 г.    | 7 май 2023 г.  | 1 – 13         | 2023     | tabii        |